# Prowincja Bến Tre
Bến Tre wymowaⓘ – prowincja Wietnamu, znajdująca się w południowej części kraju, w Region Delty Mekongu.

## Podział administracyjny
W skład prowincji Bến Tre wchodzi siedem dystryktów oraz jedno miasto.
- Miasta:

1. Bến Tre

- Dystrykty:

1. Ba Tri
2. Bình Đại
3. Châu Thành
4. Chợ Lách
5. Giồng Trôm
6. Mỏ Cày
7. Thạnh Phú